# ブルネイオリンピック評議会
ブルネイオリンピック評議会（ブルネイオリンピックひょうぎかい、英語: Brunei Darussalam National Olympic Council、BDNOC、IOCコード：BRU）はブルネイの国内オリンピック委員会。コモンウェルスゲームズブルネイ代表の責任主体でもある。
2008年北京オリンピックでは選手の登録手続きを怠ったため、代表選手を派遣できなかった。ブルネイは2012年まで女性選手を夏季オリンピックに出場させたことのない3か国のうちの1国であったが、同年のロンドンオリンピックに陸上競技・400メートルハードルにMaziah Mahusin選手を国際陸上競技連盟の推薦を受けて出場させ、彼女にブルネイ選手団の旗手を任せた。